# 2020年夏季奥林匹克运动会美国男子篮球队
美国国家男子篮球队在2019年国际篮联篮球世界杯上雖然只取得了第七名，但仍憑著美洲區國家前2名的位置，直接獲得東京奧運資格。此前美國隊已經連續贏下三屆奧運金牌。本隊主教練是格雷格·波波维奇。

## 球員名單
2020年4月，美国男子篮球队公佈了2020年夏季奥林匹克运动会的44名球員的初步入圍名單，比賽原定於2020年7月至8月期間進行。但由於2019冠状病毒病，奧運會於2020年3月24日宣佈推遲到2021年，美國男籃將入圍名單增加至57名球員。訓練營在2021年NBA總決賽期間舉行。 最終沒有進行試訓，出席奧運會的12人名單取決於球員的健康狀況和可用性。球員名單在2021年6月28日公佈。
在進行了三場熱身賽後，布拉德利·比尔在美國男籃訓練營中觸發健康與安全協議，將無緣東京奧運。另外，凯文·乐福表示他的右小腿受傷中沒有完全康復，因此亦選擇退出比賽。隨後美國男籃宣佈，將由贾维尔·麦基和凱爾登·強森替補入選。

## 熱身賽
由於德文·布克、朱·哈勒戴和克里斯·米德尔顿仍在進行NBA總決賽，因此美國隊額外招募了七名球員參加熱身賽比賽，包括薩迪克·貝、達柳斯·加蘭、約翰·詹金斯、凱爾登·強森、喬許·麥吉特、達科塔·馬提亞和卡麥隆·雷諾茲。
| 2021年7月10日 |

| 賽後數據 |

| 奈及利亞                                                                           | 90–87 | 美国                                                                           |
| 每節分數： 22–23、19–20、25–21、24–23                                              |       |                                                                                |
| 得分： 加布·文森特 21 篮板： 普瑞西烏斯·阿丘瓦，艾克·恩瓦姆 7 助攻： 加布·文森特 4 |       | 得分： 凯文·杜兰特 17 篮板： 傑森·塔圖姆 7 助攻： 凯文·杜兰特，達米安·里拉德 4 |

| 2021年7月12日 |

| 賽後數據 |

|                                                                                                 | 91–83 | 美国                                                                             |
| 每節分數： 24–27、13–19、32–18、22–19                                                           |       |                                                                                  |
| 得分： 帕特里克·米尔斯 22 篮板： 尼克·凱 9 助攻： 丹特·艾克森，修·德拉维多瓦，帕特里克·米尔斯 4 |       | 得分： 達米安·里拉德 22 篮板： 達米安·里拉德，凯文·杜兰特 4 助攻： 卓雷蒙·格林 5 |

| 2021年7月13日 |

| 賽後數據 |

| 阿根廷                                                                            | 80–108 | 美国                                                                                            |
| 每節分數： 19–33、23–25、20–23、18–27                                             |        |                                                                                                 |
| 得分： 路易斯·斯科拉 16 篮板： 尼可拉斯·布魯斯諾 6 助攻： 尼古拉斯·拉普羅維托拉 3 |        | 得分： 布拉德利·比尔，凯文·杜兰特 17 篮板： 布拉德利·比尔，凯文·杜兰特 6 助攻： 巴姆·阿德巴約 5 |

| 2021年7月16日 |

|  |

|        | vs. | 美国 |
| 已取消 |     |      |

| 2021年7月18日 |

| 賽後數據 |

| 西班牙                                                                    | 76–83 | 美国                                                                |
| 每節分數： 18–14、20–22、12–21、26–26                                     |       |                                                                     |
| 得分： 里奇·魯比奧 23 篮板： 烏斯曼·加魯巴 8 助攻： 塞爾吉奧·羅德里格斯 3 |       | 得分： 達米安·里拉德 19 篮板： 傑森·塔圖姆 6 助攻： 達米安·里拉德 6 |

## 奧運正賽

### 預賽
| 排名 | 隊伍 | 賽 | 勝 | 負 | 得  | 失  | 差  | 分 | 獲得資格   |
| ---- | ---- | -- | -- | -- | --- | --- | --- | -- | ---------- |
| 1    | 法國 | 3  | 3  | 0  | 259 | 215 | +44 | 6  | 晉級淘汰賽 |
| 2    | 美国 | 3  | 2  | 1  | 315 | 233 | +82 | 5  | 晉級淘汰賽 |
| 3    | 捷克 | 3  | 1  | 2  | 245 | 294 | −49 | 4  |            |
| 4    | 伊朗 | 3  | 0  | 3  | 206 | 283 | −77 | 3  |            |

| 2021年7月25日 21:00 v |

| 賽後數據 |

| 法國                                                                         | 83–76 | 美国                                                                        |
| 每節分數： 15–22、22–23、25–11、21–20                                        |       |                                                                             |
| 得分： 埃文·富尼耶 28 篮板： 鲁迪·戈贝尔 9 助攻： 尼古拉·巴頓，南多·德科洛 5 |       | 得分： 朱·哈勒戴 18 篮板： 巴姆·阿德巴約 10 助攻： 卓雷蒙·格林，朱·哈勒戴 4 |

| 2021年7月28日 13:40 v |

| 賽後數據 |

| 美国                                                                       | 120–66 | 伊朗                                                                                       |
| 每節分數： 28–12、32–18、22–13、38–23                                      |        |                                                                                            |
| 得分： 達米安·里拉德 21 篮板： 德文·布克，凯文·杜兰特 5 助攻： 扎克·拉文 8 |        | 得分： 哈米德·哈达迪 15 篮板： 哈米德·哈达迪 6 助攻： 菲利普·雅拉波爾，穆罕默德·贾姆希迪 3 |

| 2021年7月31日 21:00 v |

| 賽後數據 |

| 美国                                                            | 119–84 | 捷克                                                                        |
| 每節分數： 18–25、29–18、35–17、37–24                           |        |                                                                             |
| 得分： 傑森·塔圖姆 27 篮板： 凯文·杜兰特 8 助攻： 凯文·杜兰特 6 |        | 得分： 布雷克·席勒 17 篮板： 托馬什·薩托蘭斯基 6 助攻： 托馬什·薩托蘭斯基 8 |

### 半準決賽
| 2021年8月3日 13:40 v |

| 賽後數據 |

| 西班牙                                | 81–95 | 美国                                                                   |
| 每節分數： 21–19、22–24、20–26、18–26 |       |                                                                        |
| 得分： 38 篮板： 10 助攻： 3          |       | 得分： 凯文·杜兰特 29 篮板： 德文·布克 9 助攻： 德文·布克，朱·哈勒戴 5 |

### 準決賽
| 2021年8月5日 13:15 v |

| 賽後數據 |

| 美国                                                          | 97–78 |                                                                         |
| 每節分數： 18–24、24–21、32–10、23–23                         |       |                                                                         |
| 得分： 凯文·杜兰特 23 篮板： 凯文·杜兰特 9 助攻： 朱·哈勒戴 8 |       | 得分： 帕特里克·米尔斯 15 篮板： 乔克·兰代尔 6 助攻： 帕特里克·米尔斯 8 |

### 決賽
| 2021年8月7日 11:30 v |

| 賽後數據 |

| 法國                                                                         | 82–87 | 美国                                                            |
| 每節分數： 18–22、21–22、24–27、19–16                                        |       |                                                                 |
| 得分： 埃文·富尼耶，鲁迪·戈贝尔 16 篮板： 鲁迪·戈贝尔 8 助攻： 南多·德科洛 7 |       | 得分： 凯文·杜兰特 29 篮板： 傑森·塔圖姆 7 助攻： 卓雷蒙·格林 5 |